# Krobia
Krobia ([ˈkrɔbja]; deutsch Kröben, älter auch Krebe) ist eine Stadt in der Woiwodschaft Großpolen in Polen. Sie ist Sitz der gleichnamigen Stadt-und-Land-Gemeinde im Powiat Gostyński.

## Geographische Lage
Die Stadt liegt in der historischen Region Großpolen, etwa 70 Kilometer südlich der Stadt Posen.

## Geschichte

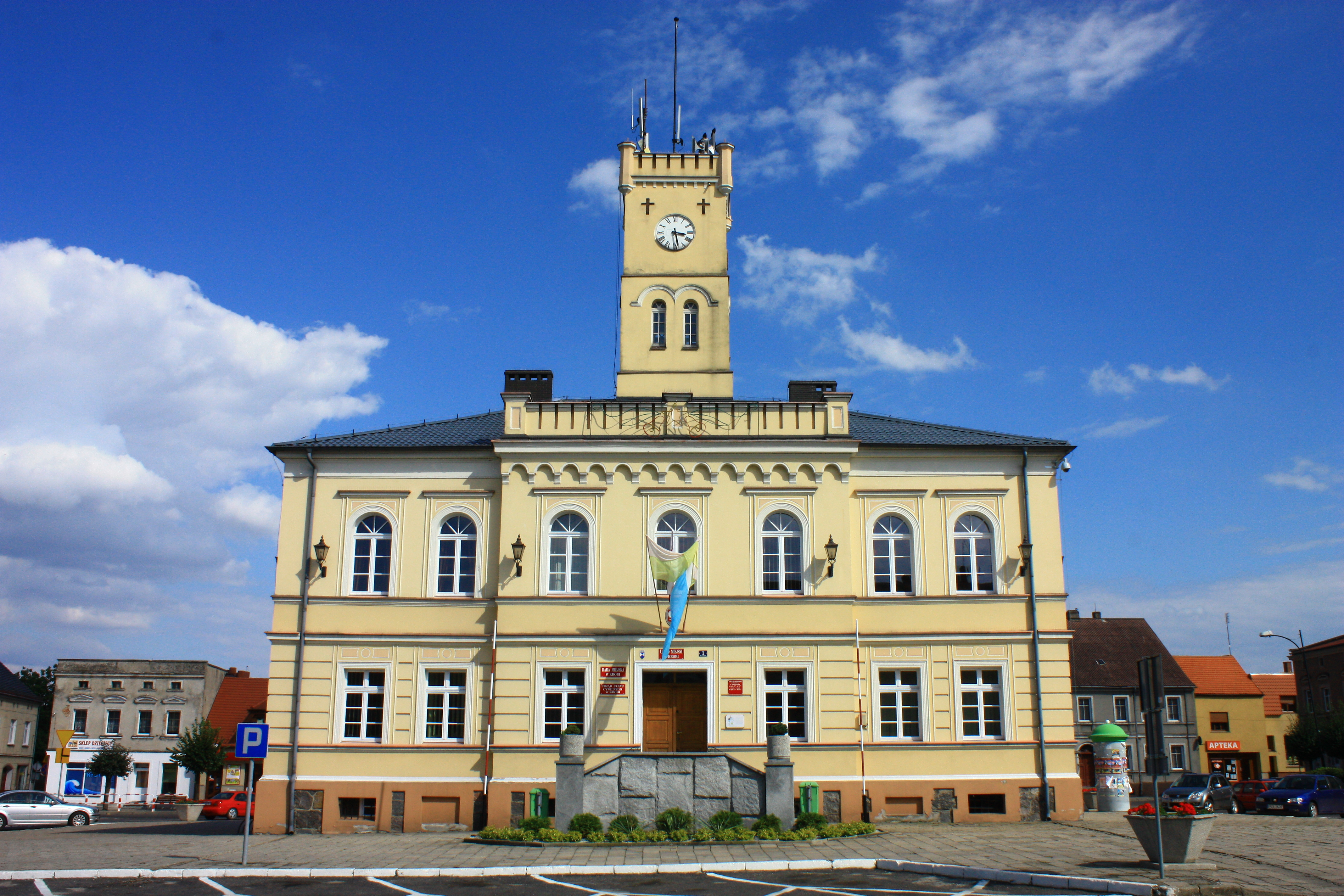
Rathaus

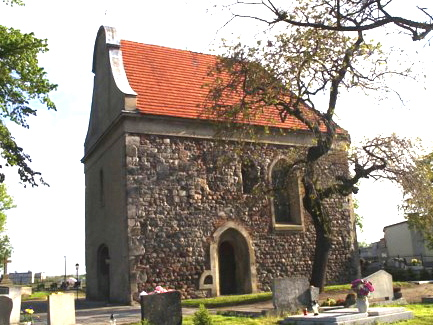
St.-Ägidius-Kirche von 1140

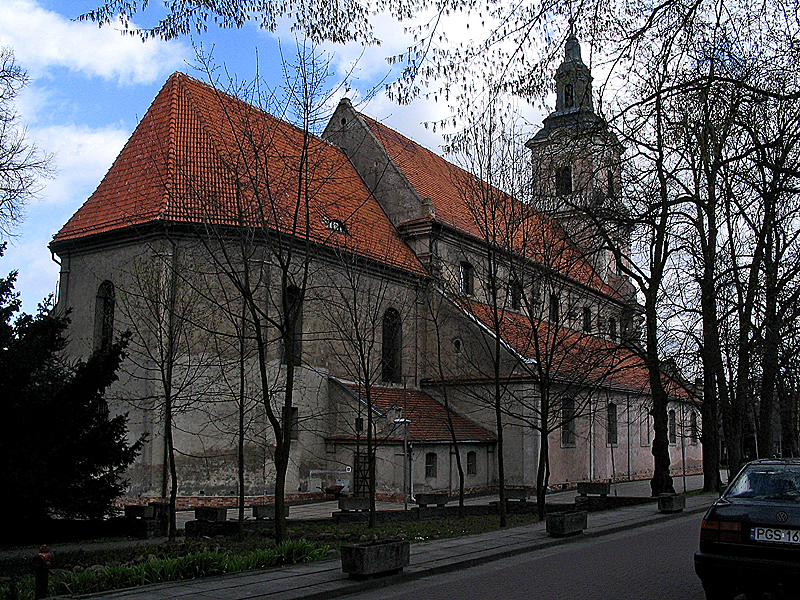
Pfarrkirche St. Nikolaus (1763)

Die erste Erwähnung des heutigen Krobia stammt aus dem Jahr 1258. Zu dieser Zeit bis 1796 waren der Ort im Besitz des Bistums Polen. Stadtrecht erhielt der Ort im 13. Jahrhundert. Bei der Zweiten Teilung Polens kam der Ort 1793 zu Preußen und wurde der  neu geschaffenen  Provinz Südpreußen angegliedert. 1798 wurde Kröben Kreisstadt. 1807 wurde die Stadt Teil des neu gegründeten Herzogtums Warschau, kam 1815 aber wieder zurück an Preußen und wurde Sitz des Kreises Kröben. 1878 wurde Kröben Teil des Kreises Gostyn. Am Anfang des 20. Jahrhunderts hatte Kröben eine evangelische Kirche, drei katholische Kirchen, eine erzbischöfliche Kapelle, eine Synagoge  und war überwiegend von Polen besiedelt.
Nach dem Ersten Weltkrieg wurde Krobia Teil des neu gegründeten Polens. Zu Beginn des Zweiten Weltkrieges wurde der Ort im September 1939 von der Wehrmacht besetzt. 1945 marschierte die Rote Armee in die Gegend ein.

### Demographie
| Jahr | Einwohnerzahl | Anmerkungen |
| ---- | ------------- | --- |
| 1816 | 0985          | nach anderen Angaben 965 Einwohner, davon 935 Katholiken, 30 Juden |
| 1821 | 1102          | [ 6 ] |
| 1826 | 1300          | in 206 Häusern |
| 1837 | 1254          | [ 8 ] |
| 1843 | 1365          | [ 8 ] |
| 1858 | 1588          | [ 8 ] |
| 1861 | 1681          | [ 8 ] |
| 1867 | 1677          | am 3. Dezember |
| 1871 | 1596          | davon 50 Evangelische, 1460 Katholiken und 80 Juden (1450 Polen); nach anderen Angaben 1596 Einwohner (am 1. Dezember), davon 57 Evangelische, 1462 Katholiken, 77 Juden |
| 1885 | 1847          | darunter 91 Evangelische und 77 Juden |
| 1900 | 2186          | meist polnische und katholische Einwohner |
| 1910 | 2384          | am 1. Dezember |

Anzahl Einwohner bis heute in graphischer Darstellung

## Kultur und Sehenswürdigkeiten

### Bauwerke

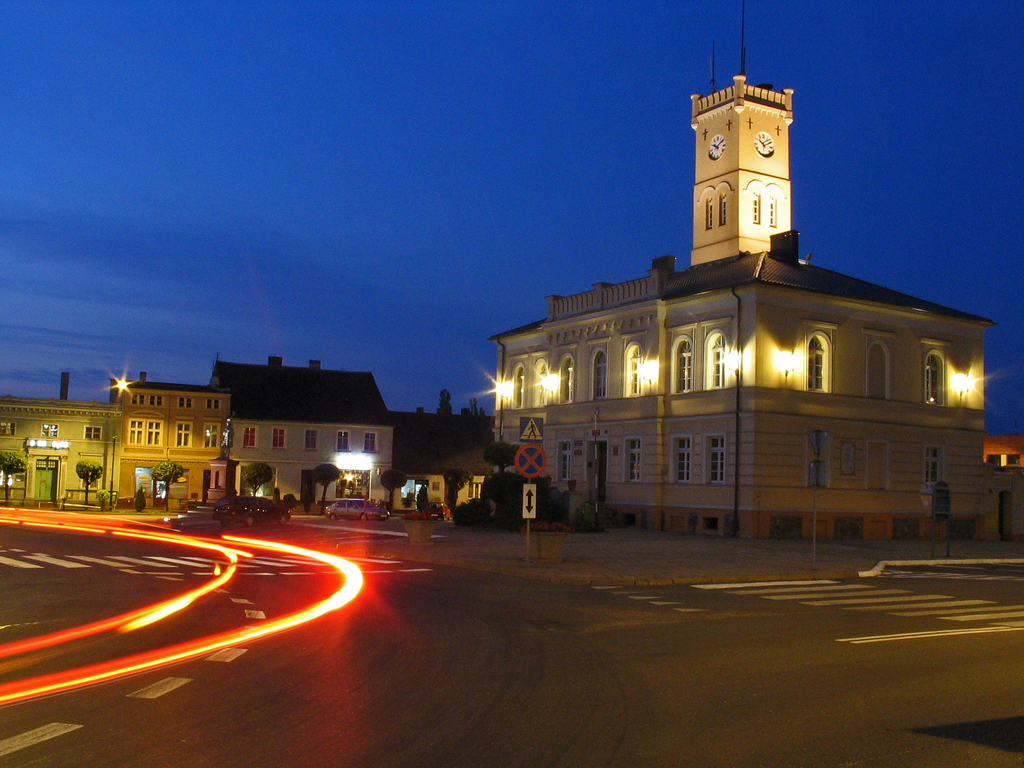
Das Rathaus von Krobia

Zu den Sehenswürdigkeiten Krobias gehören: 
- das neoromantische Rathaus, errichtet 1840
- die barocke Pfarrkirche des Heiligen Nikolaus aus dem 18. Jahrhundert
- die Kirche des Heiligen Geistes aus dem 18. Jahrhundert
- die romanische Friedhofskirche des Heiligen Ägidius aus dem 13. Jahrhundert

## Gemeinde
Krobia ist Sitz der gleichnamigen Stadt-und-Land-Gemeinde. Diese hat etwa 13.000 Einwohner auf einer Fläche von 129,6 Quadratkilometern.

## Verkehr
Der Bahnhof Krobia liegt südlich der Stadt an der Bahnstrecke Łódź–Forst (Lausitz), früher lag er auch an der Gostyner Kreisbahn, die dazu einen näher an der Stadtmitte gelegenen Bahnhof hatte.
Durch die Stadt verläuft in Nord-Süd-Richtung die Woiwodschaftsstraße DW434. Sie führt nach etwa zwölf Kilometern durch Gostyń und kreuzt dabei die Landesstraße DK12. In südlicher Richtung mündet die DW434 nach etwa 14 Kilometern in die Landesstraße DK36.
Die nächsten internationalen Flughäfen sind der Flughafen Posen, etwa 65 Kilometer nördlich und der Nikolaus-Kopernikus-Flughafen Breslau, etwa 65 Kilometer südlich von Krobia.

## Persönlichkeiten
- Gerd Friederich (* 1944), deutscher Schulpädagoge und Schriftsteller